# Nouvelles exotiques
Nouvelles exotiques est un recueil de nouvelles policières de Georges Simenon, publié en 1944 dans le volume intitulé Signé Picpus.

## Historique
Ces cinq nouvelles ont été écrites à la villa Agnès à La Rochelle, (Charente-Maritime), en 1938. Elles ont été prépubliées entre octobre 1938 et avril 1939 dans la série « Nouvelles policières » de la collection Police-Roman. Pour la première fois, ces « nouvelles exotiques » sont ici publiées indépendamment des trois romans Signé Picpus, L'Inspecteur Cadavre et Félicie est là du volume intitulé Signé Picpus (Gallimard, 1944), et de la collection « Tout Simenon » (vol. 24, Editions Omnibus).

## Liste des nouvelles du recueil
- L’Escale de Buenaventura
- Un crime au Gabon
- Le Policier d’Istanbul
- L’Enquête de mademoiselle Doche
- La Ligne du désert

## Adaptations
- 1995 : Le Crime de monsieur Stil, téléfilm français réalisé par Claire Devers, d'après la nouvelle Un Crime au Gabon, avec Bernard Verley (Monsieur Stil), Jeanne Balibar (Charlotte), Jean-Michel Martial (Dialo) et Michael Richard (Bedavent)
- 1997 : Tangier Cop, téléfilm britannique réalisé par Stephen Whittaker, d'après la nouvelle Le Policier d'Istanbul, avec Donald Sumpter (Ahmed Yaasin), Pastora Vega (Mariannick), Sean Chapman (Arthur Smith) et Joe Shaw (Eric Burns)